# Nornica szaroruda
Nornica szaroruda (Craseomys rufocanus) – gatunek ssaka z podrodziny karczowników (Arvicolinae) w obrębie rodziny chomikowatych (Cricetidae).

## Zasięg występowania
Nornica szaroruda występuje w Fennoskandii w północnej Europie na wschód przez Syberię do wybrzeża Oceanu Spokojnego i półwyspu Kamczatka, na południe aż do Uralu Południowego, do górnego bieg rzeki Ob, w północnej Chińskiej Republice Ludowej (Sinciang, Mongolia Wewnętrzna, Heilongjiang, Jilin i Liaoning), Mongolii, północnej Korei i wyspach Oceamu Spokojnego takich jak Wyspy Szantarskie, Sachalin, Hokkaido, Wyspy Kurylskie oraz małe wysepki wokół Hokkaido i na Morzu Ochockim.

## Taksonomia
Gatunek po raz pierwszy zgodnie z zasadami nazewnictwa binominalnego opisał w 1846 roku szwedzki zoolog Carl Jakob Sundevall nadając mu nazwę Hypudaeus rufocanus. Holotyp pochodził z Lappmark, w Szwecji. 
C. rufocanus należy do podrodzaju Craseomys. We wcześniejszych ujęciach systematycznych C. rufocanus był umieszczany w Clethrionomys lub Myodes. Większość zmienności genetycznej występuje w południowo-wschodniej części zasięgu występowania; odrębne linie filogenetyczne zajmują dolny bieg rzeki Amur, Hokkaido i przyległe wyspy oraz Sachalin. Większa część obszaru występowania od Fennoskandii do Kamczatki jest zasiedlona przez jedną linię. Rozpoznano pięć podgatunków, ale konieczna jest rewizja taksonomiczna. Autorzy Illustrated Checklist of the Mammals of the World uznają ten takson za gatunek monotypowy.

### Etymologia
- Craseomys: gr. κρασις krasis, κρασεως kraseōs „mieszanina, połączenie”[20]; μυς mus, μυος muos „mysz”[21].
- rufocanus: łac. rufus „rudy”[22]; canus „szary”[23].

## Morfologia
Długość ciała (bez ogona) 100–142 mm, długość ogona 27–63 mm; masa ciała 27–52 g. 

## Biologia
Zwierzęta te zamieszkują lasy szpilkowe i brzozowe, od poziomu morza do 1710 m n.p.m. w Fennoskandii, a we wschodniej części zasięgu (Mongolia) aż do 2700 m n.p.m. Preferują doliny rzeczne, okolice skaliste lub z gęstym poszyciem leśnym, spotyka się je także na torfowiskach, wrzosowiskach i terenach trawiastych.
Są to roślinożercy, żywiący się częściami wegetatywnymi traw, ziół i krzewów, a także jagodami.

## Populacja
Ze względu na bardzo szeroki zasięg występowania, jest to gatunek najmniejszej troski. Jest pospolity w północnej Fennoskandii, ale od połowy lat 80. XX wieku liczebność populacji maleje. Może to być związane ze zmianami zachodzącymi w gospodarce leśnej.